# Championnat du Brésil de football 2003
Navigation
Saison précédente Saison suivante
La saison 2003 du Championnat du Brésil de football est la trente-troisième édition du championnat de première division au Brésil. Les vingt-quatre meilleurs clubs du pays disputent le championnat, joué sous forme d'une poule unique où toutes les équipes se rencontrent deux fois, à domicile et à l'extérieur. À l'issue de la saison, les deux derniers du classement sont relégués et remplacés par les deux meilleurs clubs de deuxième division.
C'est le club de Cruzeiro qui est sacré champion du Brésil cette saison après avoir terminé en tête du classement final, avec treize points d'avance sur le tenant du titre, Santos et vingt-deux sur São Paulo FC. Il s’agit du second titre de champion du Brésil de l’histoire du club, après celui remporté en 1966. Cruzeiro réussit même le doublé en s'adjugeant la Coupe du Brésil, en battant Flamengo en finale.

## Qualifications continentales
Le champion du Brésil et ses quatre suivants au classement final se qualifient pour la Copa Libertadores 2004 tandis que les douze premiers du classement obtiennent leur billet pour la Copa Sudamericana 2004.

## Les clubs participants
| - Cruzeiro EC - Santos FC - São Paulo FC - AD São Caetano - Coritiba FC - SC Internacional - Atlético Mineiro - CR Flamengo - Goiás EC - Paraná Clube - Figueirense FC - Atlético Paranaense | - Guarani FC - Criciúma EC - Promu de D2 - SC Corinthians - EC Vitória - CR Vasco da Gama - EC Juventude - Fluminense FC - Grêmio Porto Alegre - AA Ponte Preta - Paysandu SC - Fortaleza EC - Promu de D2 - EC Bahia |

## Compétition
Le barème utilisé pour établir les classements est le suivant :
- Victoire : 3 points
- Match nul : 1 point
- Défaite : 0 point

### Classement final
| Rang | Équipe              | Pts | J  | G  | N  | P  | Bp  | Bc | Diff |
| ---- | ------------------- | --- | -- | -- | -- | -- | --- | -- | ---- |
| 1    | Cruzeiro ECC        | 100 | 46 | 31 | 7  | 8  | 102 | 47 | +55  |
| 2    | Santos FCT          | 87  | 46 | 25 | 12 | 9  | 93  | 60 | +33  |
| 3    | São Paulo FC        | 78  | 46 | 22 | 12 | 12 | 81  | 67 | +14  |
| 4    | AD São Caetano +3   | 74  | 46 | 19 | 14 | 13 | 53  | 37 | +16  |
| 5    | Coritiba FC         | 73  | 46 | 21 | 10 | 15 | 67  | 58 | +9   |
| 6    | SC Internacional +2 | 72  | 46 | 20 | 10 | 16 | 59  | 57 | +2   |
| 7    | Atlético Mineiro    | 72  | 46 | 19 | 15 | 12 | 76  | 62 | +14  |
| 8    | CR Flamengo         | 66  | 46 | 18 | 12 | 16 | 66  | 73 | -7   |
| 9    | Goiás EC            | 65  | 46 | 18 | 11 | 17 | 78  | 63 | +15  |
| 10   | Paraná Clube        | 65  | 46 | 18 | 11 | 17 | 85  | 75 | +10  |
| 11   | Figueirense FC      | 65  | 46 | 17 | 14 | 15 | 62  | 54 | +8   |
| 12   | Atlético Paranaense | 61  | 46 | 17 | 10 | 19 | 67  | 72 | -5   |
| 13   | Guarani FC          | 61  | 46 | 17 | 10 | 19 | 64  | 72 | -8   |
| 14   | Criciúma ECP        | 60  | 46 | 17 | 9  | 20 | 57  | 69 | -12  |
| 15   | SC Corinthians +2   | 59  | 46 | 15 | 12 | 19 | 61  | 63 | -2   |
| 16   | EC Vitória          | 56  | 46 | 15 | 11 | 20 | 50  | 64 | -14  |
| 17   | CR Vasco da Gama    | 54  | 46 | 13 | 15 | 18 | 57  | 69 | -12  |
| 18   | EC Juventude +3     | 53  | 46 | 12 | 14 | 20 | 55  | 70 | -15  |
| 19   | Fluminense FC +2    | 52  | 46 | 13 | 11 | 22 | 52  | 77 | -25  |
| 20   | Grêmio Porto Alegre | 50  | 46 | 13 | 11 | 22 | 54  | 68 | -14  |
| 21   | AA Ponte Preta -1   | 50  | 46 | 11 | 18 | 17 | 63  | 73 | -10  |
| 22   | Paysandu SC -8      | 49  | 46 | 15 | 12 | 19 | 74  | 77 | -3   |
| 23   | Fortaleza ECP       | 49  | 46 | 12 | 13 | 21 | 58  | 74 | -16  |
| 24   | EC Bahia            | 46  | 46 | 12 | 10 | 24 | 59  | 92 | -33  |

|  | Qualification pour la Copa Libertadores 2004 et la Copa Sudamericana 2004              |
|  | Qualification pour la Copa Sudamericana 2004                                           |
|  | Relégation directe en deuxième division                                                |
|  | T : Tenant du titre C : Vainqueur de la Coupe du Brésil P : Promu de deuxième division |

- Paysandu et Ponta Preta ayant fait jouer des joueurs non qualifiés, des modifications de points sont faites au classement

## Bilan de la saison
| Championnat du Brésil de football 2003 | |
| Champion                               | Cruzeiro Esporte Clube (2e titre) |
| Coupes et trophées                     | |
| Vainqueur de la Coupe du Brésil 2003   | Cruzeiro Esporte Clube |
| Qualifications continentales           | |
| Copa Libertadores 2004                 | Cruzeiro Esporte Clube Santos FC São Paulo FC AD São Caetano Coritiba FC |
| Copa Sudamericana 2004                 | Cruzeiro Esporte Clube Santos FC São Paulo FC AD São Caetano Coritiba FC SC Internacional Atlético Mineiro CR Flamengo Goiás EC Paraná Clube Figueirense FC Grêmio Porto Alegre |
| Promotions et relégations              | |
| Promus en Brasileiro                   | SE Palmeiras |
| Promus en Brasileiro                   | Botafogo |
| Relégués en Serie B                    | Fortaleza EC |
| Relégués en Serie B                    | EC Bahia |